# Love Me Not
Love Me Not (korejsky: 사랑따윈 필요없어) je film natočený v roce 2006 korejským režisérem Lee Cheol-haem. 